# Există un asemenea flăcău
Există un asemenea flăcău (titlul original: în rusă Живёт такой парень, transliterat: Jiviot takoi paren)  este un film de comedie sovietic, realizat în 1964 de regizorul Vasili Șukșin, bazat pe colecția de povestiri ascrise de regizor, protagoniști fiind actorii Leonid Kuravliov, Lidia Ciașina și Anastasia Zueva. 

## Conținut
Protagonistul filmului este un tânăr, Pașka Kolokolnikov, poreclit Piramidon. Visător, vesel, puțin naiv și foarte cosmopolit, conduce camionul său de-a lungul drumului Ciu-ean. Pe traseu, întâlnește o mulțime de oameni diferiți. Pe drumurile din Altai, ajută un tovarăș mai în vârstă să se căsătorească, previne un incendiu. După ce a fost rănit, el a acordat primul său interviu în spital unei tinere jurnaliste din Leningrad. Speră să-și găsească o dată dragostea.

## Distribuție
- Leonid Kuravliov – Pașka Kolokolnikov
- Lidia Ciașina – Nastia Platonova
- Larisa Burkova – Katia Lizunova
- Renita Grigoreva – o femeie din oraș
- Nina Sazonova – mătușa Anisia
- Anastasia Zueva – bunica Marfa
- Bella Ahmadulina – jurnalista
- Boris Balakin – Kondrat Stepanovici
- Rodion Nahapetov – inginerul Ghena
- Viktor Filippov – președintele colectivei
- Ivan Rîjov – gestionarul benzinăriei
- Nikolai Fedorțov – prietenul lui Pașa
- Evgeni Teterin – învățătorul
- Natalia Gițerot – șefa showului de modă
- Iuri Grigorev – Oleg
- Elena Volskaia – asistenta
- Nina Ivanova – soția președintelui de colhoz

## Lansare
A fost lansat în anul 1964 și a avut parte de mare succes comercial, fiind vizionat de 27,0 milioane de spectatori în cinematografele din Uniunea Sovietică.

## Premii și nominalizări
- Marele Premiu la cel de-al XVI-lea Festival Internațional al filmelor pentru copii de la Veneția 1964